# Марупе

Административное здание

Ма́рупе (латыш. Mārupe) — город (с 1 июля 2022 года) в Латвии, административный центр Марупского края. Расположен у юго-западной границы города Риги.
До 1 июля 2009 года Марупе входило в состав Рижского района. До получения городского статуса оно являлось крупнейшим сельским населённым пунктом Латвии.
Через город течёт река Марупите и проходит автодорога P132 Рига — Яунмарупе.
Современное поселение находится на территории, некогда принадлежавшей Биериньскому поместью (Lindenruhe).
В Марупе имеются разнообразные торговые заведения и кафе, средняя школа, музыкально-художественная школа, детское дошкольное образовательное учреждение «Lienīte», аэропорт Рига, Дом культуры, амбулатория, частная врачебная практика, аптека, спортивный клуб, почтовое отделение, штаб-квартира латвийской авиакомпании SmartLynx Airlines.

## Этимология
Название Марупе на латышском языке означает «река Мары» и происходит от названия реки Марупите, левого притока Даугавы. На реке располагались исторические мельницы Мары (Марии), которые изначально принадлежали кафедральному капитулу Домского собора. Историческое немецкое название Марупите — Мариенбах («ручей Марии»).

## История
Развитие территории Марупе началось в XIX веке, когда отменили крепостное право и стали приобретаться помещичьи земли. Число землевладельцев особенно возросло после 1920 года. До Второй мировой войны Марупская волость была самой маленькой, но самой густонаселённой в Рижском уезде.

## Инфраструктура
В Марупе находится Марупская краевая дума, а также Марупская государственная гимназия и два детских сада — «Лиените» и «Зелтрити». В 2017 году был открыт Марупский ледовый каток.
Для города характерна плотная застройка индивидуальными домами, а на границе с посёлком Тирайне — строительство многоквартирных домов (дома Вецозолу в районе улицы Зелтриту, дома Спулгу в районе улиц Земтура и Мазо Спулгу). Местная водонапорная башня также стала узнаваемым объектом.
Крупнейшими предприятиями Марупе по обороту в 2020 году являлись автотранспортная компания «Kreiss», компания по торговле автозапчастями «Inter Cars Latvija», компания по торговле компьютерами «Also Latvia» и компания по торговле электрооборудованием и компьютерами «MoonCom».

## Население
| Год  | Численность | Численность |
| ---- | ----------- | ----------- |
| 2015 | 11 130      |             |
| 2021 | 16 826      | [ 10 ]      |
| 2022 | 17 796      | [ 10 ]      |
| 2023 | 16 051      | [ 11 ]      |
| 2024 | 16 544      | [ 12 ]      |